# 2011年バーレーン騒乱
2011年バーレーン騒乱（2011ねんバーレーンそうらん）は、バーレーンで2011年に発生した、より大きな政治的自由と人権の尊重を求めた大規模な反政府デモと、それに付随する事件の総称。チュニジアのジャスミン革命を発端としてアラブ諸国に波及したアラブの春のうちの一つである。死者は93人、負傷者は2,900人以上、逮捕者は2,929人に上った。

## 反政府デモ
2月4日、数百人のバーレーン市民が先月から起きていたエジプトの反政府デモに呼応し、首都マナーマにあるエジプト大使館前で集会を行った。石油資源に恵まれたペルシア湾岸諸国では今回初となる動きだった。その後、2月14日に反政府デモが計画されていることがアルジャジーラにより報道された。2月14日はバーレーン国民行動憲章草案が国民投票によって採択された10周年を記念する日として選ばれた。デモの背景には、国権を握る王家ハリーファ家のイスラム教スンナ派と、国民の多数派を占めるシーア派の対立がある。シーア派は就職差別などを受けており、今回のデモ参加者もシーア派住民が主体で、政府に対し、雇用創出や賃金の引き上げ、首相在任40年に及ぶ、ハマド国王の叔父であるハリーファ王子の首相退陣、議院内閣制の導入などを求めた。チュニジアやエジプトと同様、バーレーンでも若者たちの間でFacebookやTwitterを使用した、反政府デモへの参加の呼びかけが行われた。
2月11日、ハマド国王は1世帯当たり1000ディナールの現金支給を決定。支給の表向きの理由は、国民行動憲章の10周年を記念してというものだった。
2月12日、人権活動団体「バーレーン人権センター」はハマド国王に書面で人権運動家など450人以上の受刑者の釈放を要求。国王は要求に部分的に応じ、若年の受刑者を社会復帰させる命令を下した。国王は13日には国内のシーア派野党勢力の要求に応じ、メディア規制の緩和を約束。

### 2月14日
2月14日、首都マナーマの東に位置するディヤ村で反政府デモが行われ、警察がデモ隊を排除した。その際、デモ参加者の男性1人が負傷、搬送先の病院で14日夜に死亡したことが確認された。首都に近いいくつかの村でもデモが起き、目撃者の報告によると20人以上が負傷、1人が死亡した。その際、警察は催涙ガスやゴム弾を使用したと報道される。シーア派の若者たちはこの日の運動を「2月14日の改革」と名付けた。 

### 2月15日
前日のデモで犠牲となった参加者の葬儀が行われたが、集まった群衆と治安部隊との間に衝突が発生、群衆1人が死亡、最低でも25人が負傷したと報道された。死亡した2人の写真はFacebookに掲載され、憤った人々が多数葬儀に集まり、これを契機として、マナーマ中心部にある真珠広場をデモ隊2,000人が占拠し、抗議デモへと発展、また約1,000人が泊まり込みを始めた。真珠広場に集まったデモ隊は黒い衣装で身を包み、有志による役割分担、介護所やメディアセンターの設置、飲み物の無料提供も行っており、組織だった面も垣間見えた。同日、バーレーンのシーア派系の最大野党「国民合意イスラーム連盟（アル・ウィファーク）」が反政府デモに参加することを公式に表明した。デモが原因で2人の死者が出たことで、ハマド国王は国営テレビで演説を行い、社会改革と2人が死亡したことについて調査を始めることを発表した。

### 2月16日
前日のハマド国王の演説を受けても納得しなかった住民が集結し、真珠広場のデモ参加者は7,000人に増加した。参加者はハリーファ首相の退陣を強く求め、中には王政打倒を訴える者も現れ始めた。また同日、死亡した2人目の葬儀が行われた。

### 2月17日
17日未明、治安部隊は真珠広場を封鎖して催涙ガスを発射、広場を占拠していた反体制派数百人を強制排除した。これにより広場にいた参加者はほぼ一掃された。ウィファークによると、この日の強制排除で2人が死亡、少なくとも50人が負傷した。AP通信では4人の死者が出たと報じている。

### 2月18日 - 2月19日
18日に入り、治安部隊が反政府デモ隊に発砲、武力鎮圧に乗り出した。政府側がデモ隊に銃撃、武力行使に踏み切ったことで、当初は政治改革や民主化を求めていたデモは王室打倒に傾倒、情勢はさらに緊迫化した。ハマド国王は軍副司令官を兼務するサルマーン王太子にウィファークとの対話を進めるよう命令、王太子はハリーファ首相に事態の責任をとって辞任するよう要求し、ウィファークなど反政府側とも対話姿勢を示したものの、反政府側は2月19日にハリーファ内閣の総辞職とマナーマに展開している軍の撤収を要求したため物別れに終わった。ただ、同日に予定されていたデモは3日後の2月22日に延期された。
なお、2月18日にサルマーン王太子は「一つの宗派（シーア派）のために存在しているわけではない。今、国は分裂している」と地元テレビで発言した。

### 3月以降
3月14日、バーレーン政府の要請を受けて湾岸協力会議（GCC）はサウジアラビア軍を主力とする合同軍「半島の盾」を派遣し、初の域内軍事警察行動を行った。サウジアラビア軍約1000人、アラブ首長国連邦の警官隊約500人などが送り込まれ、反政府デモに参加した市民らを拘束するなど強硬手段をとり、デモを沈静化させた。また3月15日にはハマド国王が3ヶ月間の非常事態を宣言。シーア派のデモ参加者4人に死刑判決が下されるなど、反政府デモを抑えこむ姿勢を取った。一連のデモで死者は30人以上にものぼった。このGCCの武力介入はかつてのヨーロッパにおける、ワルシャワ条約機構によるプラハの春弾圧にも喩えられるなど西側諸国から批判され、サウジアラビアはバンダル・ビン・スルターンを友好国の中国やパキスタンなどにデモ隊鎮圧の支持をとりつけるための特使として派遣した。
5月8日には非常事態宣言の解除を予定より早い6月1日に実施すると発表した。しかし解除を発表した後も強硬姿勢は変わらず、5月11日にはロイター通信の記者に対して、反政府デモに関する報道が公平さを欠いているとして国外退去処分としたほか、反体制派の逮捕も続いた。
5月25日にはサルマーン王太子が様々な改革の実行を約束。6月1日は予定通り非常事態宣言が解除された。しかし6月3日には再び治安部隊とシーア派の群衆が衝突しており、バーレーン国内が正常化されるかは予断を許さない。
11月23日、政府が設置した調査委員会「BICI」はデモ参加者に対して過剰な武力行使が加えられたことを認め、これに対して政府は法律の改正や人権監視機関の設置に取り組む意向を表明した。

## 諸外国の反応
国内多数を占めるシーア派のデモ参加者による、少数派スンナ派のバーレーン政府に対する民主化運動ということもあり、スンナ派の盟主を自負するサウジアラビアと関係の深い西側諸国の当初の反応は鈍いものであった。西側諸国は武力を用いた鎮圧に対して一定の懸念を表明しつつも、一貫してバーレーン政府による沈静化を地域に安定をもたらすものとして支持した。
- アメリカ合衆国 - ホワイトハウスは2月16日に、バーレーン情勢を「注視している」との声明を発表し、バーレーン政府に平和的な反政府デモを認めるよう呼び掛けた[19]。
- イラン - 外務省（英語版）は2月18日、バーレーン治安部隊の暴力を非難、同国政府に平和的な対応を呼びかけた[36]。
- イギリス - 外務・英連邦省は2月19日、バーレーンへの渡航警戒レベルを引き上げた。特に経済への影響にもある通りGP2やF1世界選手権などのレースチームやドライバーなど様々な関係者や団体が多く集まるイギリスでは動乱に巻き込まれる可能性のあるバーレーンへ、これら世界的なレースの開催に必要な機材や人員を移送する事は相当なリスクがある事を認め、外務省自らがこれら競技に参加する各チームに対して事実上の渡航自粛命令を発令した[37]。

## 経済への影響
デモの激化を受け、2月18・19日にバーレーン・インターナショナル・サーキットで開催予定だったGP2アジアシリーズのレースが中止された。3月13日に開催予定のF1開幕戦・バーレーングランプリも実施が危ぶまれ、後にサルマーン王太子が中止を発表した。